# Rajon Telmanowe
Der Rajon Telmanowe (ukrainisch Тельманівський район/Telmaniwskyj rajon – ukrainisch offiziell seit dem 12. Mai 2016 Rajon Bojkiwske/Бойківський район; russisch Тельмановский район/Telmanowski rajon) war eine 1923 gegründete Verwaltungseinheit innerhalb der Oblast Donezk im Osten der Ukraine.

Flagge des Rajons

Der Rajon hatte eine Fläche von 812,927 km² und eine Bevölkerung von etwa 29.000 Einwohnern, der Verwaltungssitz befand sich in der namensgebenden Siedlung städtischen Typs Telmanowe.
Ende 2014 wurde der Rajon, welcher durch die Volksrepublik Donezk im Rahmen des Ukrainekriegs besetzt ist, von ukrainischer Seite stark verkleinert und 2 Siedlungen städtischen Typs, 12 Dörfer sowie 4 Ansiedlungen an die angrenzenden Rajonen und Städten angeschlossen.
Am 17. Juli 2020 kam es im Zuge einer großen Rajonsreform zum Anschluss des Rajonsgebietes an den Rajon Kalmiuske.

## Geographie
Der Rajon lag im Südosten der Oblast Donezk, er grenzte im Norden an den Rajon Starobeschewe, im Osten an Russland (Oblast Rostow, Rajon Neklinowka sowie Rajon Matwejew Kurgan), im Süden an den Rajon Nowoasowsk, im Südwesten an den Rajon Nikolske sowie im Nordwesten an den Rajon Wolnowacha.

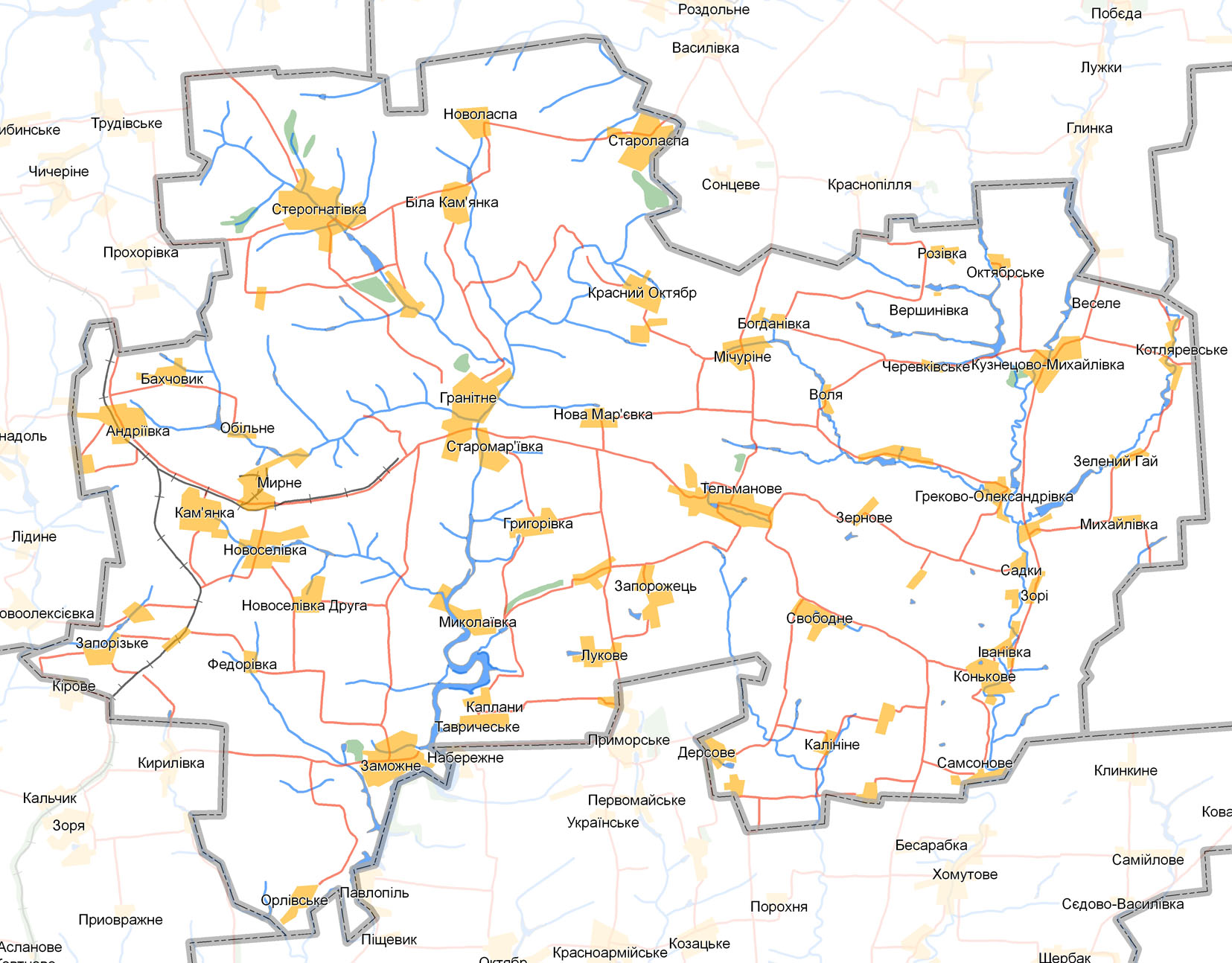
Übersichtskarte des Rajons

Durch das ehemalige Rajonsgebiet fließen in südlicher Richtung der Fluss Kalmius sowie der kleinere Hruskyj Jalantschyk, dabei ergeben sich Höhenlagen zwischen 100 und 200 Höhenmetern.

## Administrative Gliederung
Auf kommunaler Ebene war der Rajon in eine Siedlungsratsgemeinde sowie 8 Landratsgemeinden unterteilt, denen jeweils einzelne Ortschaften untergeordnet waren.
Zum Verwaltungsgebiet gehörten:
- 1 Siedlungen städtischen Typs
- 41 Dörfer

### Siedlungen städtischen Typs
| Siedlungen städtischen Typs               | Siedlungen städtischen Typs | Siedlungen städtischen Typs |
| Name                                      | Name                        | Name                        |
| ukrainisch transkribiert                  | ukrainisch                  | russisch                    |
| ----------------------------------------- | --------------------------- | --------------------------- |
| Telmanowe (offiziell seit 2016 Bojkiwske) | Тельманове (Бойківське)     | Тельманово (Telmanowo)      |

### Dörfer
| Dörfer                                          | Dörfer                       | Dörfer                                       | Dörfer                |
| Name                                            | Name                         | Name                                         | Gemeindezuordnung     |
| ukrainisch transkribiert                        | ukrainisch                   | russisch                                     | Gemeindezuordnung     |
| ----------------------------------------------- | ---------------------------- | -------------------------------------------- | --------------------- |
| Bila Kamjanka                                   | Біла Кам'янка                | Белая Каменка (Belaja Kamenka)               | Starolaspa            |
| Bohdaniwka                                      | Богданівка                   | Богдановка (Bogdanowka)                      | Mitschurine           |
| Dersowe                                         | Дерсове                      | Дерсово (Dersowo)                            | Swobodne              |
| Hreskowo-Oleksandriwka                          | Греково-Олександрівка        | Греково-Александровка (Grekowo-Alexandrowka) | Mychajliwka           |
| Hryhoriwka                                      | Григорівка                   | Григоровка (Grigorowka)                      | Lukowe                |
| Iwaniwka                                        | Іванівка                     | Ивановка (Iwanowka)                          | Konkowe               |
| Kalinine                                        | Калініне                     | Калинино (Kalinino)                          | Konkowe               |
| Kaplany                                         | Каплани                      | Капланы                                      | Lukowe                |
| Konkowe                                         | Конькове                     | Коньково (Konkowo)                           | Konkowe               |
| Kotljarewske                                    | Котляревське                 | Котляревское (Kotljarewskoje)                | Kusnezowo-Mychajliwka |
| Krasnyj Oktjabr (offiziell seit 2016 Majorowe)  | Красний Октябр (Майорове)    | Красный Октябрь (Krasny Oktjabr)             | Mitschurine           |
| Kusnezowo-Mychajliwka                           | Кузнецово-Михайлівка         | Кузнецово-Михайловка (Kusnezowo-Michailowka) | Kusnezowo-Mychajliwka |
| Lukowe                                          | Лукове                       | Луково (Lukowo)                              | Lukowe                |
| Mitschurine                                     | Мічуріне                     | Мичурино (Mitschurino)                       | Mitschurine           |
| Mychajliwka                                     | Михайлівка                   | Михайловка (Michailowka)                     | Mychajliwka           |
| Mykolajiwka                                     | Миколаївка                   | Николаевка (Nikolajewka)                     | Lukowe                |
| Nowa Marjiwka                                   | Нова Мар'ївка                | Новая Марьевка (Nowaja Marjewka)             | Mitschurine           |
| Nowolaspa                                       | Новоласпа                    | Новоласпа                                    | Starolaspa            |
| Nowooleksandriwka                               | Новоолександрівка            | Новоалександровка (Nowoalexandrowka)         | Mychajliwka           |
| Oktjabrske (offiziell seit 2016 Oleksandriwske) | Октябрське (Олександрівське) | Октябрьское (Oktjabrskoje)                   | Konkowe               |
| Oktjabrske (offiziell seit 2016 Tschyryljanske) | Октябрське (Чирилянське)     | Октябрьское (Oktjabrskoje)                   | Mitschurine           |
| Perwomajske                                     | Первомайське                 | Первомайское (Perwomaiskoje)                 | Perwomajske           |
| Perwomajske                                     | Первомайське                 | Первомайское (Perwomaiskoje)                 | Mitschurine           |
| Petriwske                                       | Петрівське                   | Петровское (Petrowskoje)                     | Lukowe                |
| Radjanske (offiziell seit 2016 Lawrynowe)       | Радянське (Лавринове)        | Радянское (Radjanskoje)                      | Mychajliwka           |
| Rosiwka                                         | Розівка                      | Розовка (Rosowka)                            | Mitschurine           |
| Sadky                                           | Садки                        | Садки (Sadki)                                | Mychajliwka           |
| Samsonowe                                       | Самсонове                    | Самсоново (Samsonowo)                        | Konkowe               |
| Saporoschez                                     | Запорожець                   | Запорожец                                    | Lukowe                |
| Schewtschenko                                   | Шевченко                     | Шевченко                                     | Lukowe                |
| Selenyj Haj                                     | Зелений Гай                  | Зелёный Гай (Seljony Gai)                    | Mychajliwka           |
| Sernowe                                         | Зернове                      | Зерновое (Sernowoje)                         | Telmanowe             |
| Sori                                            | Зорі                         | Зори                                         | Mychajliwka           |
| Starolaspa                                      | Староласпа                   | Староласпа                                   | Starolaspa            |
| Swobodne                                        | Свободне                     | Свободное (Swobodnoje)                       | Swobodne              |
| Tawrytscheske                                   | Тавричеське                  | Таврическое (Tawritscheskoje)                | Lukowe                |
| Terniwka                                        | Тернівка                     | Терновка (Ternowka)                          | Mychajliwka           |
| Tscherewkiwske                                  | Черевківське                 | Черевковское (Tscherewkowskoje)              | Perwomajske           |
| Tschumak                                        | Чумак                        | Чумак                                        | Swobodne              |
| Werschyniwka                                    | Вершинівка                   | Вершиновка (Werschinowka)                    | Mitschurine           |
| Wolja                                           | Воля                         | Воля                                         | Perwomajske           |